# سد وادي تريم
سد وادي تريم أو سد تريم هو أحد سدود محافظة ضباء من منطقة تبوك الواقعة شمال المملكة العربية السعودية.

## نبذة
أُعلن ترسية مشروع إنشاء سد وادي التريم سنة 2017 وقد كان بطول 427.5 مترا طوليا وارتفاع 5.5 أمتار وبسعة تخزينية تصل إلى 1.055.000 متر مكعب.

## أهداف إنشاء السد
تم إنشاء السد بغرض الحماية.

## تكاليف السد الإجمالية
نُفذ سد وادي تريم في مشروع مشترك تضمن أربع سدود بالمنطقة وقد بلغت تكلفتها الإجمالية 63 مليوون ريال.

## وصلات خارجية
- الموقع الرسمي لوزارة المياه والكهرباء السعودية